# Gynoplistia eluta
Gynoplistia eluta là một loài ruồi trong họ Limoniidae. Chúng phân bố ở miền Australasia.